# Tour della nazionale maschile di rugby a 15 dell'Australia 1981-1982
A cavallo tra il 1981 e il 1982 la Nazionale australiana di rugby a 15 torna in Europa per un tour che proseguirà anche con un match in terra americana.
Obiettivo del test è quello di riscattare le 3 sconfitte del 1975-76 in 4 test contro le squadre britanniche.
Fallirà nuovamente con tre sconfitte su 4. 

## Match di esibizione
| Perth 4 ottobre 1981 | Austr. Occidentale | 3 – 70 | Australia XV |  |

## Il tour
| Leicester 17 ottobre 1981 | Midlands | 16 – 10 | Australia XV | Welford Road |

| Oxford 21 ottobre 1981 | Università di Oxford | 12 – 19 | Australia XV | Ifley Road |

| Gosforth 24 ottobre 1981 | Northern Division | 6 – 6 | Australia XV |  |

| Bridgend 28 ottobre 1981 | Bridgend | 12 – 9 | Australia XV |  |

| Cardiff 31 ottobre 1981 | Galles B | 9 – 10 | Australia XV | National Stadium |

| Pontypool 4 novembre 1981 | Pontypool | 6 – 37 | Australia XV |  |

| Londra 7 novembre 1981 | London Division | 14 – 25 | Australia XV | Twickenham |

| Exeter 11 novembre 1981 | Devon & Cornwall | 6 – 49 | Australia XV |  |

| Belfast 14 novembre 1981 | Ulster | 6 – 12 | Australia XV | Ravenhill |

| Cork 17 novembre 1981 | Munster | 15 – 6 | Australia XV |  |

| Dublino 21 novembre 1981                                                              | Irlanda   | 12 – 16                   | Australia | Landsdowne Road |
| \| \| \| \| \| mete: trasf.: c.p.: Drop: \| Marcatori \| mete: trasf.: c.p.: Drop: \| |           |                           |           |                 |
|                                                                                       |           |                           |           |                 |
| mete: trasf.: c.p.: Drop:                                                             | Marcatori | mete: trasf.: c.p.: Drop: |           |                 |

| Leicester 25 novembre 1981 | Leicester | 15 – 18 | Australia XV | Welford Road |

| Swansea 28 novembre 1981 | Swansea RFC | 3 – 13 | Australia XV | St. Helen's |

| Pontypridd 1º dicembre 1981 | Pontypridd | 3 – 6 | Australia XV |  |

| Cardiff 5 dicembre 1981                                                               | Galles    | 18 – 13                   | Australia | National Stadium |
| \| \| \| \| \| mete: trasf.: c.p.: Drop: \| Marcatori \| mete: trasf.: c.p.: Drop: \| |           |                           |           |                  |
|                                                                                       |           |                           |           |                  |
| mete: trasf.: c.p.: Drop:                                                             | Marcatori | mete: trasf.: c.p.: Drop: |           |                  |

| Vale of Lune 9 dicembre 1981 | Lancashire | 6 – 22 | Australia XV |  |

| Glasgow 12 dicembre 1981 | Glasgow | 0 – 3 | Australia XV |  |

| Aberdeen 15 dicembre 1981 | North and Midlands | 6 – 36 | Australia XV |  |

| Edimburgo 19 dicembre 1981                                                            | Scozia    | 24 – 15                   | Australia | Stadio di MurrayfieldMurrayfield |
| \| \| \| \| \| mete: trasf.: c.p.: Drop: \| Marcatori \| mete: trasf.: c.p.: Drop: \| |           |                           |           |                                  |
|                                                                                       |           |                           |           |                                  |
| mete: trasf.: c.p.: Drop:                                                             | Marcatori | mete: trasf.: c.p.: Drop: |           |                                  |

| Gloucester 22 dicembre 1981 | South e SW Division | 16 – 3 | Australia XV |  |

| Aldershot 29 dicembre 1981 | Combined Services | 9 – 33 | Australia XV |  |

| Londra 2 gennaio 1982                                                                 | Inghilterra | 15 – 11                   | Australia | Twickenham |
| \| \| \| \| \| mete: trasf.: c.p.: Drop: \| Marcatori \| mete: trasf.: c.p.: Drop: \| |             |                           |           |            |
|                                                                                       |             |                           |           |            |
| mete: trasf.: c.p.: Drop:                                                             | Marcatori   | mete: trasf.: c.p.: Drop: |           |            |

| Llanelli 5 gennaio 1982 | West Wales | 3 – 19 | Australia XV | Stradey Park |